# Jacob Beser
Jacob Beser, né le 15 mai 1921 à Baltimore et mort le 17 juin 1992 à Pikesville, est un militaire américain.

## Biographie
Membre des forces aériennes de l'armée des États-Unis pendant la Seconde Guerre mondiale, il s'est occupé des contre-mesures radar sur l'Enola Gay, le bombardier qui réalise le bombardement atomique d'Hiroshima au Japon, le 6 août 1945. Trois jours plus tard, Beser est également membre de l'équipage de Bockscar, le bombardier qui réalise le second bombardement atomique sur Nagasaki.
Il est le seul soldat à avoir été membre de l'équipe des bombardiers ayant réalisé les deux missions atomiques de 1945.